# Paul Schazmann
Paul Edmond Schazmann (* 14. März 1871 auf Grande Boissère in Eaux-Vives, Genf; † 5. Juni 1946 in Presinge) war ein Schweizer Bauforscher und Klassischer Archäologe.

## Leben und Werk
Schazmann war der Sohn des Kaufmanns und Schweizer Konsuls in Valparaiso Jakob Schazmann (1822–1896) und der aus Hottwil stammenden Mathilde, geborene Keller. Er studierte an der ETH Zürich Architektur und schloss das Studium 1895 erfolgreich ab. Nachdem er ein kunstgeschichtliches Ergänzungsstudium bei Johann Rudolf Rahn absolviert hatte, reiste er zu seinem Vater nach Tunesien und wurde dort Mitglied des Karthagischen Instituts.
Nachdem seine Eltern verstorben waren, kehrte er wieder in die Schweiz zurück, wo er am 17. Oktober 1898 die aus Genf stammende Emmy, geborene Goudet, heiratete. In Genf widmete sich Schazmann der Kunstdenkmäler-Inventarisation und der Bibliotheks- und Museumspraxis. Die natur- und kulturhistorische Altertümersammlung seines Vaters schenkte er der Stadt Genf.
Schazmann arbeitete ab 1905 für das Deutsche Archäologische Institut in Athen und führte mit Wilhelm Dörpfeld Ausgrabungen in Pergamon durch. Während der Ausgrabungen identifizierte er 1907 in der Nähe von Pergamon das von Strabon geschilderte Göttermutterheiligtum. Während der folgenden zwei Jahre widmete sich Schazmann der von Plinius erwähnten Stadt Tisna, dem durch die Telephossage bekannte Teuthrania, der Nekropole von Myrina sowie der Festung Aterneus. Seine Forschungsergebnisse hielt Schazmann auch zeichnerisch auf Tafeln fest, die später in Berlin und Rom ausgestellt wurden.
Ab 1913 war Schazmann Mitglied der Kommission Pro Aventico. 1918 wurde er Mitglied der Genfer Kunst- und Geschichtsmuseumskommission sowie Sekretär der Schweizerischen Gesellschaft für Kunstdenkmäler.
Schazmann besuchte mit dem IKRK-Delegierten O. L. Kramer 1915/1916 verschiedene Kriegsgefangenenlager in Algerien und weilte 1919 mit Roger Steinmetz als Rotkreuzdelegierter in den Kriegsgefangenenlagern von Thessaloniki, Makedonien und Serbien. Im gleichen Jahr wurde Schazmann zum Ritter und 1922 zum Offizier des königlichen griechischen Erlöserordens ernannt. 1922 verlieh ihm die Universität Gießen zudem die Ehrendoktorwürde.
Schazmann veröffentlichte 1923 Band 6 der Altertümer von Pergamon und ersetzte Marius Besson in der Kommission für römische Altertümer, was ihn u. a. zur Beschäftigung mit den Mosaiken der gallo-römischen Villa in Orbe-Boscéaz veranlasste. Schazmann wirkte 1923 in der Neutralen-Kommission und präsidierte die Bevölkerungsaustauschkommission für Kleinasien und die Thrakien-Kommission. Für seine Verdienste erhielt Schazmann 1926 die Verdienstauszeichnung zweiter Klasse des Deutschen Roten Kreuzes.
Von 1927 bis 1929 arbeitete Schazmann wieder mit Wilhelm Dörpfeld in Pergamon und hielt im Oktober 1929 an der Universität Lausanne seine Antrittsvorlesung als Professor für Klassische Archäologie. Schazmann vollendete von 1932 bis 1935 seine Forschungen zum Asklepieion von Kos und zur byzantinischen Kirche Odalar Camii in Istanbul. Als seine Frau 1938 verstarb, trat er von seiner Lehrtätigkeit zurück.
Schazmanns letzte Publikationen behandelten die 1939 entdeckte Mark-Aurel-Büste von Avenches, hinter der die treibende Kraft der Waadtländer Kantonsarchäologe Louis Bosset war. Zudem publizierte er über die 1945 gefundene Sardonix-Vase aus dem Schatz der Abtei Saint-Maurice.
An Malaria erkrankt und geschwächt, verstarb Paul Schazmann 1946.
Schazmann war der Bruder von Aline Schazmann, Schwager von Carl Christoph Burckhardt und Onkel von Carl Jakob Burckhard.

## Veröffentlichungen (Auswahl)
- Das Gymnasion. Der Tempelbezirk der Hera Basileia (= Altertümer von Pergamon. Band 6) (Digitalisat).
- Asklepieion von Kos (= Kos. Ergebnisse der deutschen Ausgrabungen und Forschungen. Band 1). Berlin 1932 (Digitalisat).